# Shady Lady
„Shady Lady“ je píseň Ani Lorak, se kterou reprezentovala Ukrajinu na Eurovision Song Contest 2008. Hudbu složil Philipp Kirkorov a text napsal Karen Kavaleryan. V době okolo soutěže se vyrojilo mnoho spekulací, že populární skladatel Dimitris Kontopoulos se také na písni autorsky podílel. Ačkoli jeho jméno nebylo během soutěže uváděno, později bylo potvrzeno, že Dimitris Kontopoulos byl opravdu producentem písně.
Píseň se zúčastnila 2. semifinále, které se konalo 22. května, jako čtvrtá v pořadí — před Tureckem (Mor ve Ötesi s písní „Deli“ a po Litvě (Jeronimas Milius s písní „Nomads in the Night“). Skladba získala celkem 152 bodů a v semifinále obsadila 1. místo, čímž se kvalifikovala do finále.
Ve finále píseň zazněla jako osmnáctá v pořadí před Gruzií (Diana Gurtskaja s písní „Peace Will Come“) a po Francii (Sébastien Tellier s písní „Divine“). Získala celkem 230 bodů, přestože obdržela maximum 12 bodů pouze jednou, z Portugalska a umístila se na 2. místě v poli 25 soutěžících za Dimou Bilanem s písní „Believe“ z Ruska. Existuje i ruská verze písně, která nese název „С неба в небо“ (Z nebe do nebe).
Single sám se stal velmi úspěšným na Ukrajině i spolu se dvěma A stranami: „Shady Lady“ a „Ja stanu morem“, která byla také zvažována pro reprezentaci na soutěži. Singl obsahuje videoklip k písní v podobě bonus tracku a také další tři kandidátské písně pro Eurovision Song Contest 2008.

## Seznam skladeb
Ukrajinská verze
1. "Shady Lady" (Filipp Kirkorov, Karen Kavaleryan)
2. "The Dream of Brighter Day" (Ani Lorak, Juri Sak)
3. "I’ll Be Your Melody" (Boženy Kostroma)
4. "Жду тебя" ("Waiting for You")
5. "Я стану морем" ("I’ll Be A Sea")

Bonus track
1. "Shady Lady" (videoklip)

## Umístění v žebříčcích
V oficiálních ukrajinských žebříčcích se umísťovala více než 30 týdnů na pozici #1 a zároveň se písni dobře dařilo i v sousedních zemích.
| Žebříčky (2008)         | Nejvyšší umístění |
| ----------------------- | ----------------- |
| Swedish Singles Chart   | 57                |
| Ukrainian Airplay Chart | 1                 |